# Peter Collins (racerförare)
Peter John Collins, född 6 november 1931 i Kidderminster i England, död 3 augusti 1958 på Nürburgring i Nürburg i Tyskland, var en brittisk racerförare.

## Racingkarriär
Collins började tävla i racing i formel 3 och debuterade i formel 1 för HWM med landsmannen Stirling Moss som stallkamrat 1952. Collins racingkarriär nådde inga höjder förrän 1956 då han började köra för Ferrari. Efter att han vunnit i Storbritannien 1958 och påbörjat jakten på mästerskapstiteln körde han av banan i Tysklands Grand Prix 1958 och fick då så svåra huvudskador att han senare under kvällen avled.

## F1-karriär
| Säsong                | Stall/Tillverkare       | Placering             | Lopp | Poäng | Etta | Tvåa | Trea | Pole | Varv |
| --------------------- | ----------------------- | --------------------- | ---- | ----- | ---- | ---- | ---- | ---- | ---- |
| 1952                  | HWM-Alta                | -                     | 6    |       |      |      |      |      |      |
| 1953                  | HWM-Alta                | -                     | 4    |       |      |      |      |      |      |
| 1954                  | Vanwall                 | -                     | 3    |       |      |      |      |      |      |
| 1955                  | BRM (Maserati) Maserati | -                     | 1    |       |      |      |      |      |      |
| 1956                  | Ferrari                 | 3                     | 7    | 25    | 2    | 3    |      |      | 1    |
| 1957                  | Ferrari                 | 9                     | 6    | 8     |      |      | 2    |      |      |
| 1958                  | Ferrari                 | 5                     | 7    | 14    | 1    |      | 1    |      |      |
| Sammanlagt 7 säsonger | Sammanlagt 7 säsonger   | Sammanlagt 7 säsonger | 35   | 47    | 3    | 3    | 3    | 0    | 1    |

| 1. Belgien 1956 2. Frankrike 1956 3. Storbritannien 1958 |

| 1. Monaco 1956 2. Storbritannien 1956 3. Italien 1956 |

| 1. Frankrike 1957 2. Tyskland 1957 3. Monaco 1958 |

### Snabbaste varv i F1-lopp
1. Monaco 1956[4]